# Dodo zu Innhausen und Knyphausen (Landrat)
Dodo Ernst Eduard Freiherr zu Innhausen und Knyphausen (* 6. Juli 1877 in Haus Dorloh bei Mengede (heute zu Dortmund); † 7. September 1967 in Bodelschwingh (Dortmund)) war ein deutscher Rittergutsbesitzer und Verwaltungsjurist.

## Familie
Dodo zu Innhausen und Knyphausen war Sohn des Majors a. D. und Kammerherrn Dodo Alexander Freiherr zu Innhausen und Knyphausen, Graf von Bodelschwingh-Plettenberg (1835–1911) und der Wilhelmine („Minette“) geb. Freiin von Bodelschwingh-Plettenberg (1849–1920). Der Rittergutsbesitzer und Parlamentarier Carl von Bodelschwingh-Plettenberg war sein Großvater. Seine Schwäger waren Dodo Fürst zu Innhausen und Knyphausen, Mitglied des Preußischen Herrenhauses, der Diplomat und Bankier Friedrich von Wallenberg-Pachaly und der Rittergutsbesitzer und Landrat Maximilian von Asseburg-Neindorf.
Dodo war seit 1902 verheiratet mit Elsa Gräfin zu Innhausen und Knyphausen aus Lütetsburg (* 1878), Tochter des Präsidenten des Preußischen Herrenhauses Edzard zu Innhausen und Knyphausen. Sie hatten 4 Töchter:
- Luisa (* 1904) ⚭ 1938 John Gilbert Stephens
- Geva (* 1905) ⚭ 1936 Arved Dach
- Karin-Maria (* 1916)
- Elsa (* 1918)

## Leben
Dodo zu Innhausen und Knyphausen besuchte das Evangelisch Stiftische Gymnasium Gütersloh, wo er 1896 auch die Reifeprüfung ablegte. Anschließend studierte er an der University of Oxford, der Rheinischen Friedrich-Wilhelms-Universität Bonn, der Universität Leipzig und der Friedrich-Wilhelms-Universität zu Berlin Rechtswissenschaft. 1897 wurde er Mitglied des Corps Borussia Bonn. Nach dem Referendariat wurde er Herr auf Görlitz im Kreis Rastenburg und Regierungsassessor beim Oberpräsidium Ostpreußens. 1912 wurde er Landrat des Kreises Rastenburg. Im Dezember 1934 wurde er in den Ruhestand versetzt. Nach dem Zweiten Weltkrieg lebte er in Bodelschwingh.